# Porina

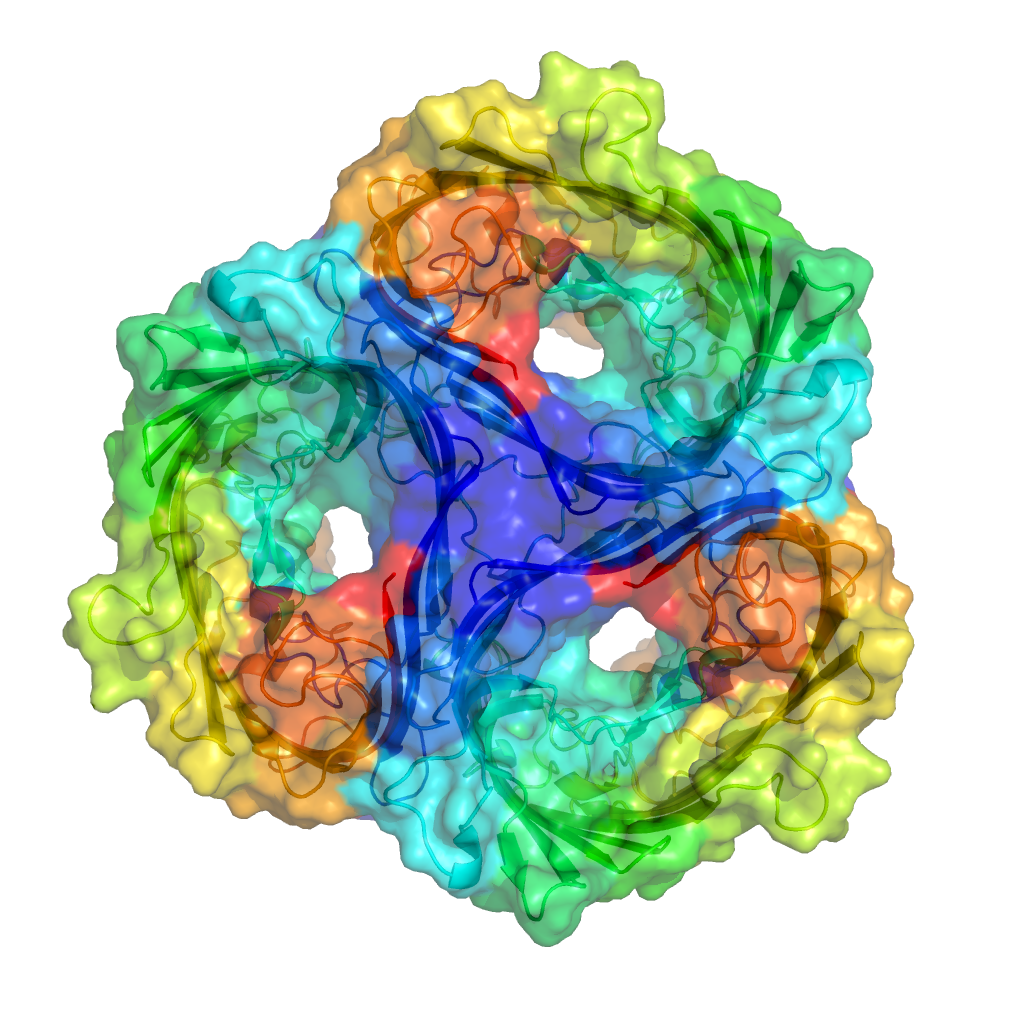
Porina específica de sacarose

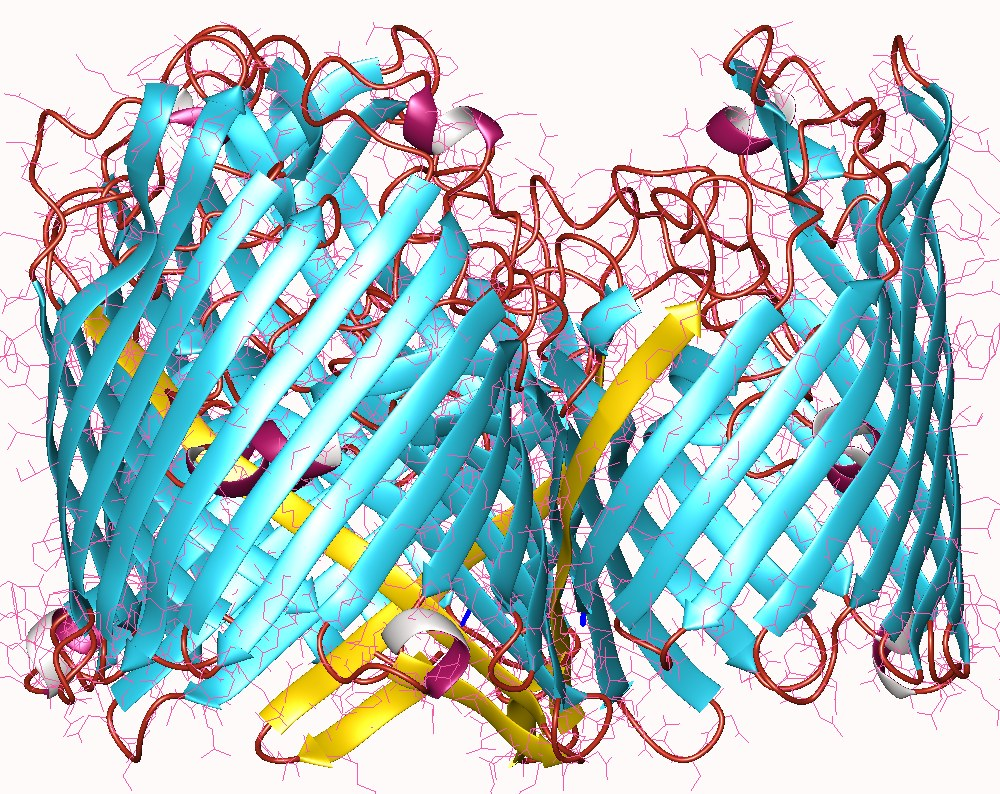
Porina F trimer, E.Coli.

As porinas são proteínas transmembranares, responsáveis pela difusão de pequenos metabolitos como açucares, aminoácidos e ions.
Possuem folhas betas antiparalelas formando um cilindro (barril beta). Algumas porinas têm especificidade de substrato além de propriedades de difusão.
Alguns exemplos são: maltoporina (homotrimero da membrana da E. coli e porina específica de sacarose de Salmonela typhimurium) e OprB (selectiva da glucose produzida por Pseudomonas).